# Damias caerulescens
Damias caerulescens là một loài bướm đêm thuộc phân họ Arctiinae, họ Erebidae.